# Стівен Тітус Беррі
Стівен Тітус Беррі (англ. Steven Titus Berry; нар. 1959) — американський економіст, співавтор моделі Беррі-Левінсон-Пейкс.

## Біографія
Здобув ступінь бакалавра економіки (B.A.) у Північно-Західному університеті в 1980 році, ступінь магістра наук (MS) з економіки у Вісконсинському університеті у Медісоні в 1985 році. 1989 року після успішного захисту докторської дисертації здобув докторського ступеня з економіки (Ph.D.) в університеті Вісконсина у Медисоні..
Свою викладацьку діяльність розпочав на посаді асистента з наукових досліджень, викладача в університеті Вісконсина у Медісоні в 1982—1988 роках. Потім працював на посаді асистента професора в 1988—1993 роках, асоційованого професора в 1993—1997 роках, професора з 1997 року, Джеймс Берроуз Моффатт професора економіки в 1999—2014 роках, завідувач кафедрою в 2004—2006 роках на економічному факультеті в Єльському університеті.
На кінець 2010-х є Девід Свенсен професором економіки Єльського університету з 2014 року.
Крім того, працював співробітником в 1989—1997 роках, науковим співробітником з 1997 року у Національному бюро економічних досліджень.

## Нагороди та визнання
- 1991—1992: стипендія Оліна від Національного бюро економічних досліджень;
- 1992—1994: грант від Національного наукового фонду (спільно з Джеймсом Левінсоном та Аріелем Пейксом) «для досліджень у галузі автомобільної промисловості»;
- 1992—1994: грант EPA (спільно з Аріелем Пейксом і Самуїлом Кортумовим) «для дослідження впливу екологічної політики на автомобільну промисловість»;
- 1993—1995: науковий співробітник Фонду Альфреда Слоуна;
- 1996: Медаль Фріша[en] від Економетричного товариства (присуджують щодвароки економетричним товариством за кращу прикладну статтю, емпіричну чи теоретичну, яка опублікована в журналі Econometrica за останні п'ять років) за статтю «Оцінка моделі входу в авіаційній галузі»;[5]
- 1997: премія «кращий радник» від Єльського економічного клубу випускників;
- 1997—2001: грант Національного наукового фонду на проєкт «Оцінка моделей з диференціацією продукту і ендогенними характеристиками продукту»;
- 1999: дійсний член Економетричного товариства;
- 2004: увійшов до списку Who's Who in Economics;
- 2006: член комітету з вручення медалі Фріша;
- 2014: дійсний член Американської академії мистецтв і наук;[6]
- 2015: премія Лекс Гіксон'63 від Єльського коледжу «за чудове навчання у галузі соціальних наук»;
- 2017: почесний дійсний член Промислової організації суспільства;
- 2018: член-засновник Міжнародної асоціації прикладної економетрики;
- 2018: премія Мертона Дж. Пека «за видатні досягнення у викладанні бакалаврату на економічному факультеті»;
- 2020: голова комітету з вручення медалі Фріша;
- 2020: Clarivate Citation Laureates.